# Parlamentswahl in Montenegro 2016
- DF: 18
- SNP: 9
- Dem.: 8
- SDP: 4
- SD: 2
- Minderheit.: 4
- DPS: 36

Die Parlamentswahl in Montenegro 2016 fand am 16. Oktober 2016 statt und waren die vierten seit der Unabhängigkeit Montenegros im Jahre 2006. Die regierende Demokratische Partei der Sozialisten Montenegros von Premier Milo Đukanović, der die montenegrinische Politik seit 1991 prägt, tritt für den raschen Beitritt des Landes zur NATO ein, während die oppositionelle Demokratische Front Montenegros unter Andrija Mandić diesen ablehnt. Der außenpolitische Kurs des Landes war eines der Hauptthemen im Wahlkampf, wobei es in den Monaten zuvor immer wieder zu teils gewaltsamen Protesten kam. Ein weiteres Hauptziel der Opposition ist es, den seit 25 Jahren in wechselnden Ämtern (Präsident/Premier) regierenden Đukanović abzulösen.
Auf Einladung der montenegrinischen Regierung entsandte die OSZE eine Beobachtergruppe, die den Ablauf der Wahlen beobachten soll.
Am Wahlsonntag kam es zu Festnahmen von 20 Personen, die laut Angaben der Staatsanwaltschaft einen Putsch gegen Premier Đukanović geplant hätten (siehe Putschversuch in Montenegro 2016). Zudem war das Internet in Teilen eingeschränkt.

## Wahlsystem
Die 81 Sitze im Parlament von Montenegro wurden in einem nationalen Verfahren gewählt. Es sind 41 Sitze für die Mehrheit ausreichend. Es gilt eine generelle Drei-Prozent-Hürde, die bei Parteien, die Minderheiten vertreten, welche im entsprechenden Gebiet maximal 15 % der Bevölkerung stellen, auf 0,7 Prozent sinkt.
Wahlberechtigt waren etwa 530.000 von insgesamt 625.000 Einwohnern.

## Ergebnisse
Die DPS von Premier Đukanović erzielte 41,1 % der abgegebenen Stimmen und 36 Mandate. Damit ist sie zwar weiter die stärkste Fraktion im Parlament, verfehlte jedoch klar die absolute Mehrheit. Die Demokratische Front erreichte 20,6 % und 18 Sitze, das zweite große Oppositionsbündnis Ključ („Schlüsselkoalition“) 10,7 % und 9 Sitze. Auch den Demokraten von Aleksa Bečić stehen mit 10,0 % der Stimmen 8 Sitze zu. Kleinere Parteien, darunter Vertreter der nationalen Minderheiten (Albaner/Bosniaken/Kroaten), erreichten zusammen 10 Sitze und könnten so entscheidend für die Koalitionsbildung sein.
Im Ergebnis der Wahlen wurde die Regierung Marković gebildet.
| Partei                                                                                         | Stimmen | %     | Sitze | ±        |
| ---------------------------------------------------------------------------------------------- | ------- | ----- | ----- | -------- |
| Demokratische Sozialisten Demokratska Partija Socijalista / Демократска партија социјалиста    | 158.301 | 41,42 | 36    | ▲5       |
| Demokratische Front Demokratski front / Демократски фронт                                      | 77.491  | 20,27 | 18    | ▼2       |
| Schlüsselkoalition Koalicija Ključ / Коалиција Кључ                                            | 42.271  | 11,06 | 9     | 0        |
| Demokratisches Montenegro Demokratska Crna Gora / Демократска Црна Гора                        | 38.183  | 9,99  | 8     | (neu) ▲8 |
| Sozialdemokratische Partei Montenegros Socijaldemokratska Partija / Социјалдемократска партија | 19.997  | 5,23  | 4     | ▼2       |
| Sozialdemokraten Montenegros Socijaldemokrate Crne Gore / Социјалдемократе Црне Горе           | 12.447  | 3,26  | 2     | (neu) ▲2 |
| Bosniakische Partei Bošnjačka Stranka / Бошњачка странка                                       | 12.236  | 3,20  | 2     | ▼1       |
| Positives Montenegro Pozitivna Crna Gora / Позитивна Црна Гора                                 | 5.058   | 1,32  | 0     | ▼7       |
| Entschiedene Albaner Албанци одлучнo / Shqiptarët të vendosur                                  | 4.839   | 1,27  | 1     | 0        |
| Albanische Koalition                                                                           | 3.388   | 0,89  | 0     | 0        |
| Kroatische Bürgerinitiative Hrvatska građanska inicijativa / Хрватска грађанска иницијатива    | 1.801   | 0,47  | 1     | 0        |
| Demokratische Allianz der Albaner                                                              | 1.542   | 0,40  | 0     | (neu)    |
| Serbische Partei                                                                               | 1.210   | 0,32  | 0     | (neu)    |
| Bosnische Demokratische Gemeinschaft                                                           | 1.140   | 0,30  | 0     | (neu)    |
| Alternatives Montenegro                                                                        | 877     | 0,23  | 0     | (neu)    |
| Partei der Rentner, der Behinderten und sozial Benachteiligten                                 | 774     | 0,20  | 0     | 0        |
| Partei der serbischen Radikalen Странка српских радикала / Stranka srpskih radikala            | 690     | 0,18  | 0     | 0        |
| Ungültige/leere Stimmzettel                                                                    | 5.519   | –     | –     | –        |
| Gesamt                                                                                         | 387.764 | 100   | 81    | 0        |
| Registrierte Wähler / Wahlbeteiligung                                                          | 528.817 | 73,33 | –     | –        |
| Quelle: DIK                                                                                    |         |       |       |          |